# IBM PC兼容机

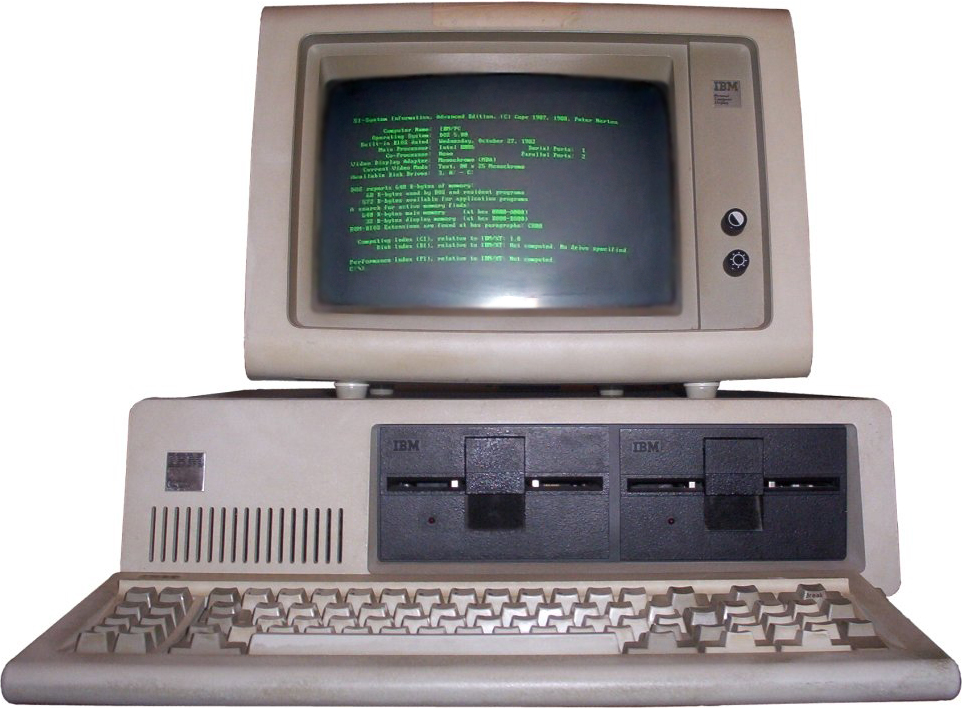
原始的IBM PC(Model 5150)

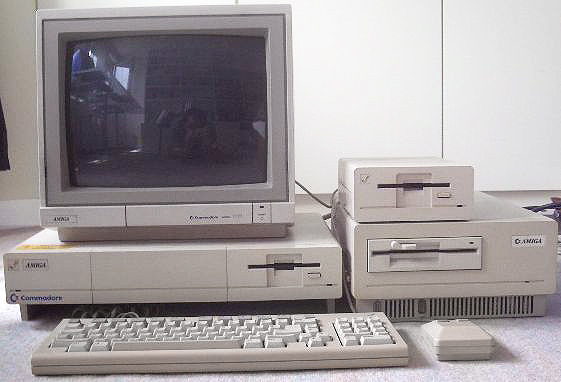
Amiga推出的1000型電腦可用外掛右方機箱的方式成為IBM PC兼容机

IBM PC兼容机（英語：IBM PC compatible）是指与IBM的PC机兼容的个人电脑。早期的IBM兼容机主要是基于x86系列CPU，使用ISA总线，能够运行PC-DOS／MS-DOS系统。

## 发展历史
1980年代初期，市场上存在大量不同标准的个人电脑，例如Apple机、TRS-80机、日本的PC-9801机等。1981年8月，IBM推出了IBM PC。 1982年，IBM公开了IBM PC上除BIOS之外的全部技术资料，从而形成了PC机的“开放标准”，使不同厂商的标准部件可以互换。开放标准聚拢了大量板卡生产商和整机生产商，大大促进了PC机的产业化发展速度。到1990年代初，个人电脑市场上仅剩下IBM PC兼容机和麦金塔电脑（Macintosh）两个主要系列，并且IBM兼容机数量占据了绝对主导地位。随着IBM兼容机的发展，计算能力的大大提高，甚至蚕食了小型机的市场份额。
在IBM PC兼容机逐步成为事实上的PC标准过程中，为微软、Intel，以及大量兼容机部件商、兼容机厂商提供了市场机会，甚至IBM自己在PC市场上的份额都不是第一位。
随着技术的发展，IBM兼容机经历了XT/AT（8086）、80286、80386、80486、奔腾（Pentium）等阶段，很多新的内容加入进来，且到了1990年代IBM對個人電腦架構的影響力逐漸下降，计算机技术人员更倾向称之为Wintel标准架构。
在奔腾电脑之后，由于大量新的PC的技术标准应用，PC的技术标准开始由IEEE等组织而不是某个厂家来确定，“IBM PC兼容机”的说法逐渐被“标准PC”以及後續的「ACPI PC」所取代。